# Caminito del Rey

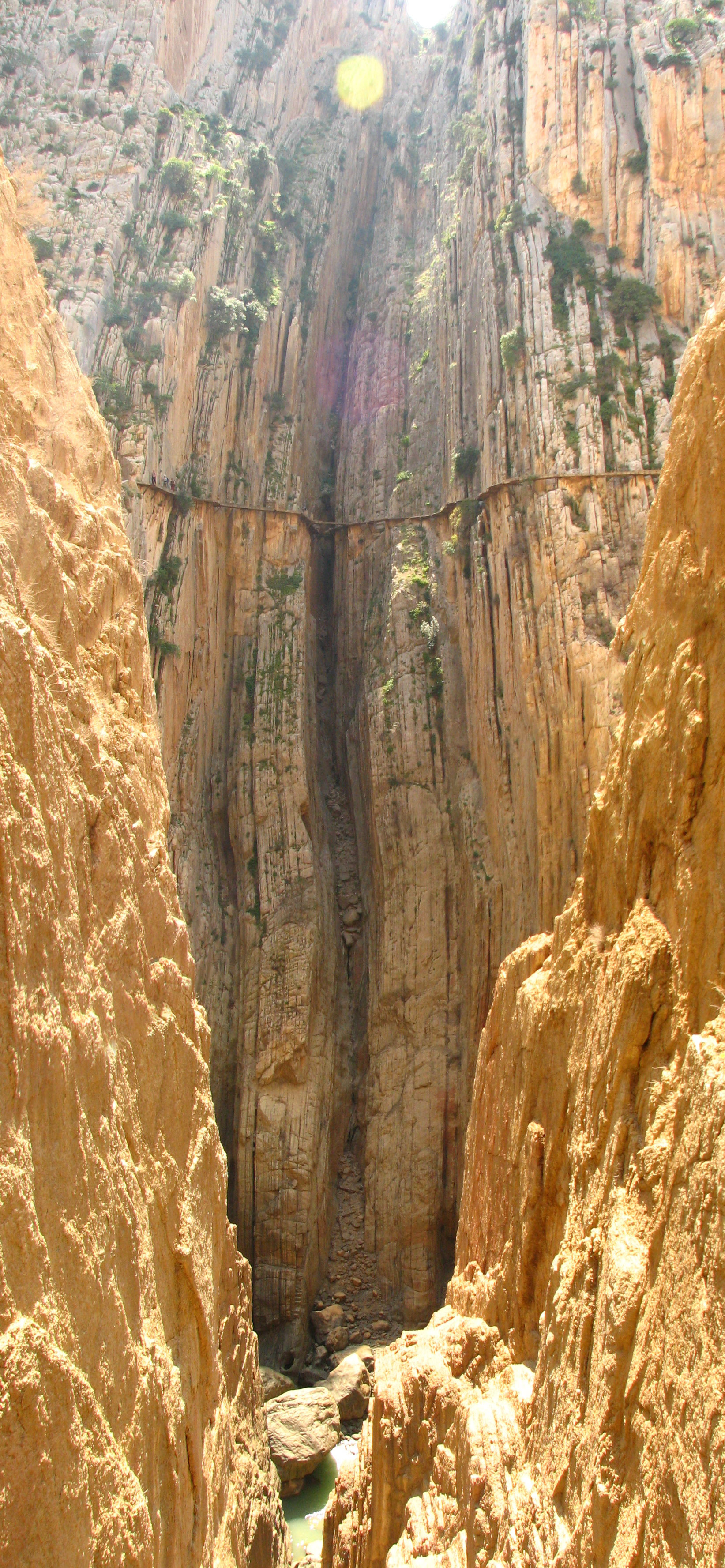
Az ösvény alulról

Az El Caminito del Rey (magyar fordításban: A király ösvénye) egy hegyi ösvény, avagy via ferrata, Spanyolországban, Málaga tartományban Álorához közel, az El Chorro kanyon falára erősítve.

## Történet
1901-ben született meg az ötlet, hogy a Chorro és a Gaitanejo vízeséseknél készülő vízerőművek építkezésén dolgozó munkások számára egy átjárót alakítsanak ki a két vízesés között, melyen keresztül a nyersanyagellátást megoldhatják. Az ösvény kiépítése négy évig tartott, 1905-re fejeződött be. A munkások építőanyagok és élelmiszer szállítására használták a gyalogösvényt, a karbantartók pedig a csatorna folyamatos ellenőrzéséről, tisztításáról gondoskodhattak az út segítségével.
1921-ben XIII. Alfonz spanyol király is végigment rajta a Conde del Guadalhorce védőgát felavatásakor, ennek kapcsán kapta az út a jelenleg is ismert nevét.
Mivel a gyalogút karbantartása az elmúlt évtizedek során elmaradt, ezért több helyen le is szakadoztak belőle darabok, s így kifejezetten veszélyessé vált az átmenő forgalom számára.
Egy méter szélesen és 100 méter magasan halad a folyó felett, 3 kilométer hosszan. Kapaszkodó szinte a teljes hosszában nincs, a beton járófelület hiányos, több darabja is leszakadt, a megmaradt részeket csupán az eredeti acél csőváz tartja a helyén. Karabinerrel rögzítve a modern acélkábel ugyan óv a lezuhanástól, de még így sem tud nagyobb súlyt megtartani. Az elmúlt évek során többen is lezuhantak az ösvényről, az 1999-ben és 2000-ben történt négy haláleset után a hatóságok lezárták az út mindkét bejáratát. Innentől fogva tilos rajta az áthaladás, ám őrzés hiányában sok kalandvágyó turista még mindig megtalálja az ösvényhez vezető utat és áthalad rajta. Egy kábel fut végig az út mentén, mely kapaszkodásra szolgál az ösvényen végighaladók számára.
Andalúzia helyi kormányzata 2006-ban közel 7 millió eurót különített el tervezett felújítására.
2015-ben szépen felújították. Széles utakat és magas korlátokat építettek a régiek fölé, teljesen veszélytelen és védőfelszerelés nélkül bejárható.
Az út kb. 7 km hosszú. Északról délre, Ardelestől El Chorróig, lehet végigmenni rajta. El Chorrónak van vasútállomása, onnan busszal kell a Caminito kezdetéig menni, és visszagyalogolni El Chorróba.
A túra Ardelestől északra egy Kioskónál kezdődik. Fizetni kell a belépésért, de jegyet az interneten is lehet rendelni. Vannak vezetett túrák is. Az út először vízszintes, erdőkön és alagutakon keresztül vezet. Az igazi Caminito az út utolsó harmada.

## Képek

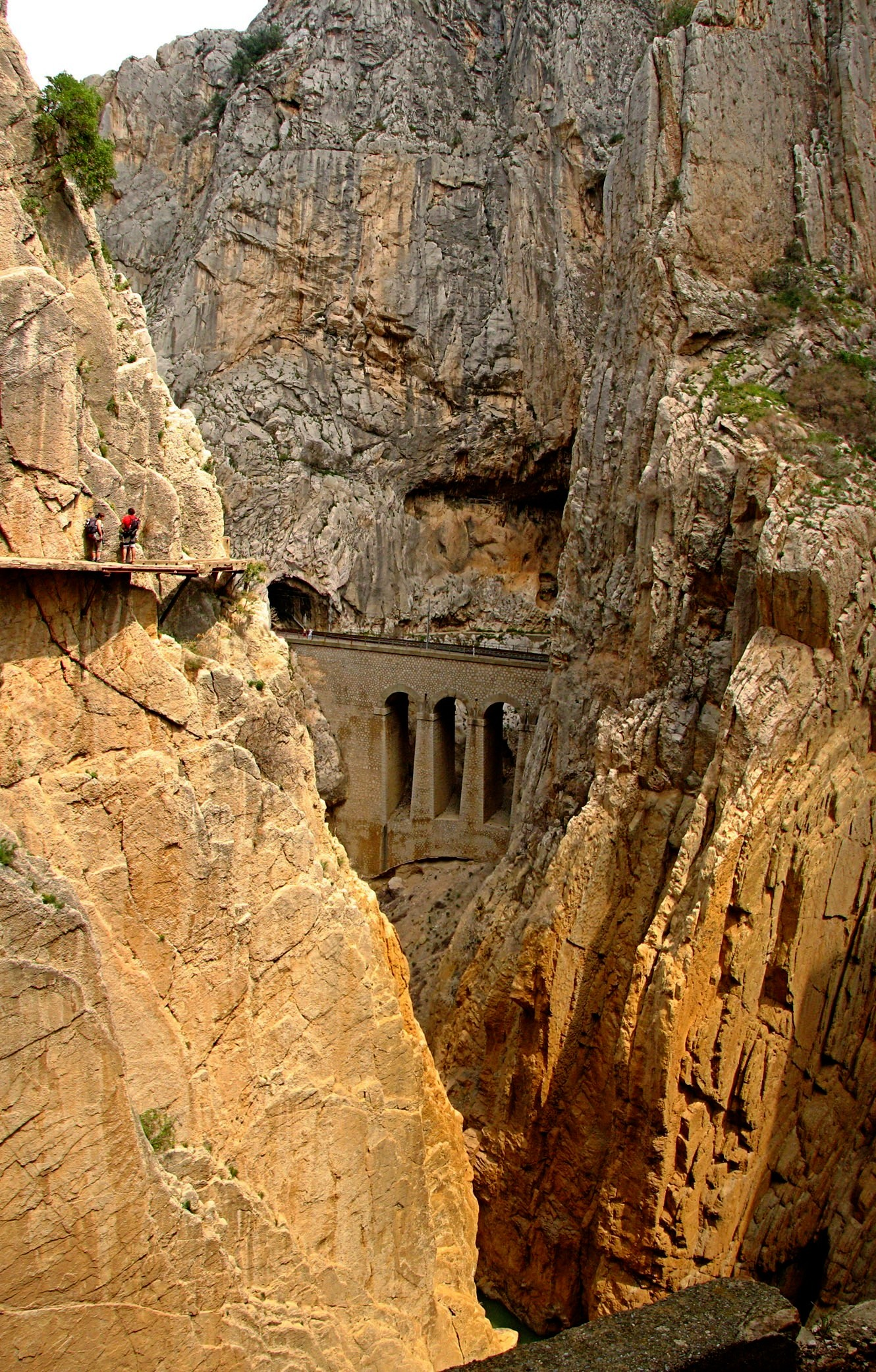
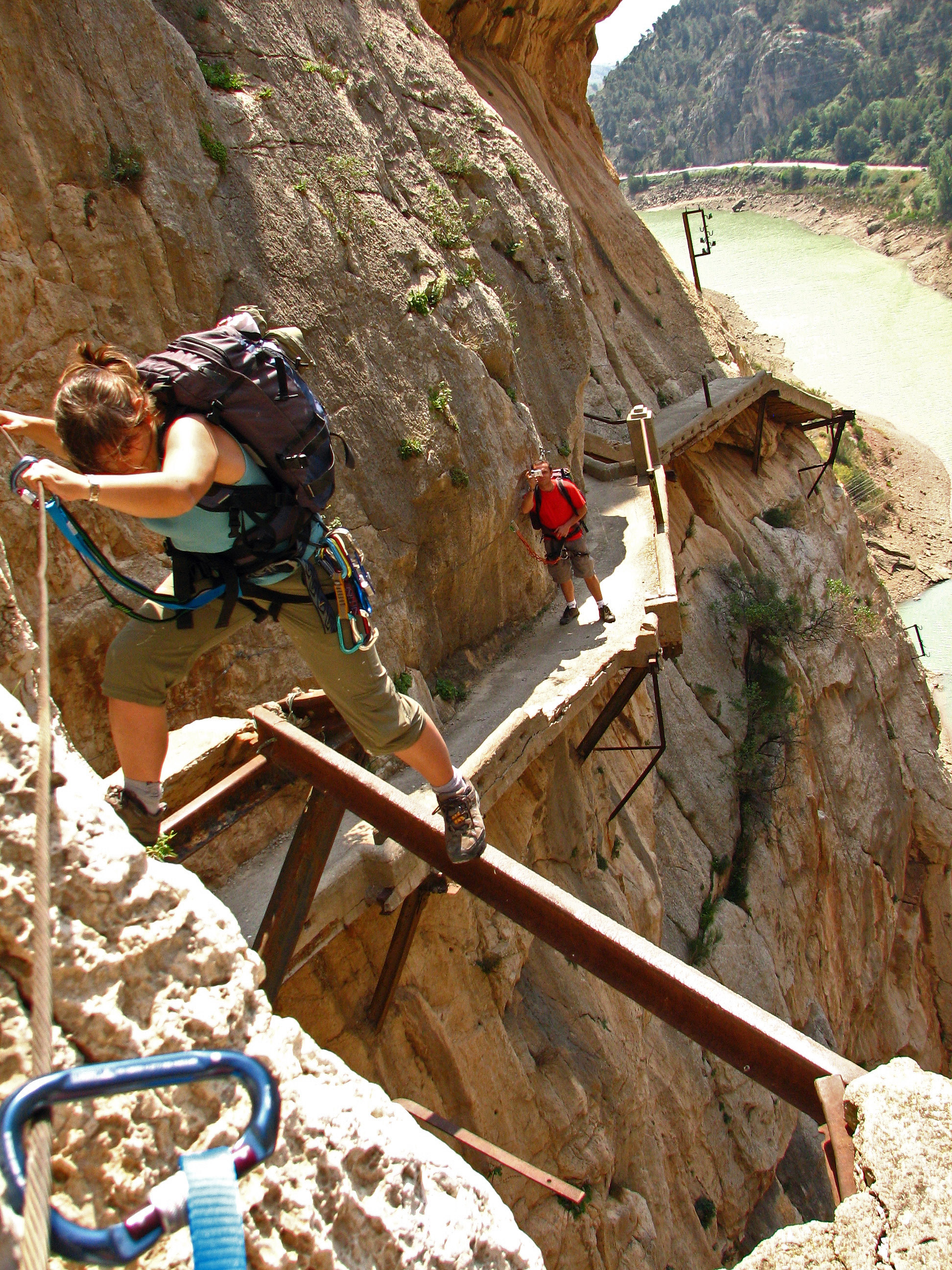
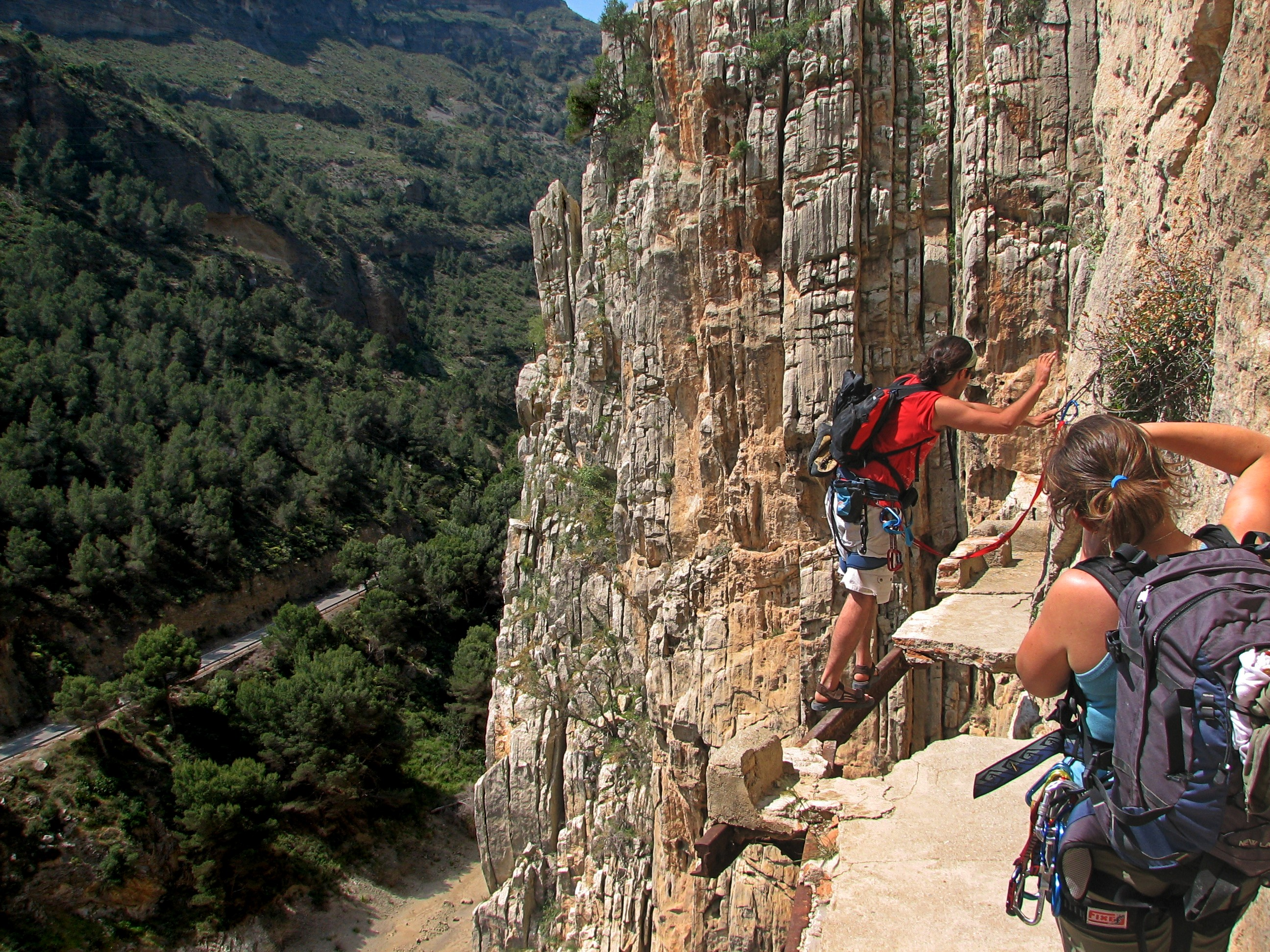